# Luca Castagnoli
Luca Castagnoli (* 23. September 1975 in Cesena) ist ein italienischer Philosoph und Klassischer Philologe (Gräzist), der im Vereinigten Königreich tätig ist.
Castagnoli absolvierte ein Studium der Philosophie an der Universität Bologna, das er im Jahr 2000 mit der Laurea abschloss. Anschließend erwarb er im Jahr 2005 einen Ph.D. in Classics am St John’s College, Cambridge. Von 2004 bis 2007 war er Lumley Research Fellow am Magdalene College, Cambridge, von 2007 bis 2015 Lecturer, dann Senior Lecturer in antiker Philosophie am Department of Classics and Ancient History der University of Durham. Seit 2015 ist er Associate Professor in antiker griechischer Philosophie an der Faculty of Philosophy der Universität Oxford und Stavros Niarchos Foundation Clarendon Fellow in antiker griechischer Philosophie am Oriel College. Seit 2020 ist er Director of Graduate Studies an der Faculty of Philosophy der Universität Oxford.
Castagnoli arbeitet zur antiken griechischen Philosophie, insbesondere zur Dialektik und Logik, zur Erkenntnistheorie und zum Skeptizismus.

## Schriften (Auswahl)
- (Hrsg. mit Paolo Fait): The Cambridge Companion to Ancient Logic. Cambridge University Press, Cambridge 2023.
- (Hrsg. mit Paola Ceccarelli): Greek Memories. Theories and Practices. Cambridge University Press, Cambridge 2019. – Rezension von Manolis E. Pagkalos, Bryn Mawr Classical Review 2021.03.14
- Ancient Self-Refutation: The Logic and History of the Self-Refutation Argument from Democritus to Augustine. Cambridge University Press, Cambridge 2010. – Rezension von Christopher Moore, Bryn Mawr Classical Review 2011.08.21